# Марянувка (Красницький повіт)
Марянувка (пол. Marianówka) — село в Польщі, у гміні Вільколаз Красницького повіту Люблінського воєводства.
Населення — 119 осіб (2011).
У 1975-1998 роках село належало до Люблінського воєводства.

## Демографія
Демографічна структура станом на 31 березня 2011 року:
|          | Загалом | Допрацездатний вік | Працездатний вік | Постпрацездатний вік |
| -------- | ------- | ------------------ | ---------------- | -------------------- |
| Чоловіки | 56      | 13                 | 37               | 6                    |
| Жінки    | 63      | 15                 | 32               | 16                   |
| Разом    | 119     | 28                 | 69               | 22                   |